# Міхаел Шіммер
Міхаель Шиммер (народився 10 січня 1967, Потсдам) — колишній німецький легкоатлет, олімпієць.

## Життєпис
Його рідним клубом було берлінське «Динамо». Він був членом національної збірної НДР з легкої атлетики з 1984 по 1989 рік і членом збірної Німеччини в дисципліні спринтерський біг на 400 метрів до 1991 року. Він показав найкращий час 45,98 с. У 1987 році він брав участь у Чемпіонаті світу з легкої атлетики в Римі і допоміг своїй команді взяти участь у проміжному заїзді, зайнявши друге місце в попередньому заїзді. У 1988 році він брав участь в Олімпійських іграх в Кореї і допоміг своїй команді кваліфікуватися у фінал у проміжному заїзді. З 1990 року успішно працює тренером і персональним тренером. З 1998 по 2000 рік він також був тренером у Центрі інвалідів Oberlinhaus у Потсдамі.Свої спортивні спогади він опублікував у своїй біографії Tiefstart — My story as an athlete and «diplomat in a sportsuit» (Owens Verlag 2020).